# 충청남도의 문화재자료 (제201호 ~ 제300호)
충청남도 문화재자료는 문화재자료 중에서 충청남도 내에 있는 문화재자료를 의미한다.

## 지정목록

### 제201호 ~ 제300호
| 번호  | 사진 | 명칭                                    | 소재지                                           | 관리자 (단체)        | 지정일                                                                       | 참조 |
| 201호 |      | 남문리오층석탑 (南門里五層石塔)         | 충남 태안군 태안읍 남문리 435-1                  | 태안군               | 1984년 5월 17일 지정                                                         |      |
| 202호 |      | 천장사칠층석탑 (天藏寺七層石塔)         | 충남 서산시 고북면 장요리 1                      | 천장사               | 1984년 5월 17일 지정                                                         |      |
| 203호 |      | 석남동석불입상 (石南洞石佛立像)         | 충남 서산시 석남동 208-2                         | 서산시               | 1984년 5월 17일 지정                                                         |      |
| 204호 |      | 읍내리귀부석 (邑內里龜趺石)             | 충남 서산시 서산읍 읍내리 492                    | 서산시               | 1984년 5월 17일 지정                                                         |      |
| 205호 |      | 성암서원 (聖岩書院)                     | 충남 서산시 읍내동 621-2                         | 유림                 | 1984년 5월 17일 지정                                                         |      |
| 206호 |      | 정충신사당(진충사) (鄭忠信祠堂(振忠祠)) | 충남 서산시 지곡면 대요리                        | 유림                 | 1984년 5월 17일 지정                                                         |      |
| 207호 |      | 송곡서원 (松谷書院)                     | 충남 서산시 인지읍 애정리 495                    | 유림                 | 1984년 5월 17일 지정                                                         |      |
| 208호 |      | 일락사 철불 (日樂寺 鐵佛)               | 충남 예산군 수덕사 성보박물관                    | 수덕사 성보박물관    | 1984년 5월 17일 지정                                                         |      |
| 209호 |      | 일락사범종 (日樂寺梵鐘)                 | 충남 서산시 해미면 황락리 3                      | 일락사               | 1984년 5월 17일 지정                                                         |      |
| 210호 |      | 정충신묘 (鄭忠信墓)                     | 충남 서산시 지곡면 대요리                        | 정종설               | 1984년 5월 17일 지정                                                         |      |
| 211호 | .    | 백암사지 (百庵寺址)                     | 충남 서산시 운산면 용현리                        | 고위호               | 1984년 5월 17일 지정                                                         |      |
| 212호 |      | 백화산성 (白華山城)                     | 충남 태안군 태안읍 동문리                        | 태안군               | 1984년 5월 17일 지정                                                         |      |
| 213호 |      | 당진향교대성전 (唐津鄕校大成殿)         | 충남 당진시 당진읍 읍내리 193                    | 향교재단             | 1984년 5월 17일 지정, 1997년 12월 23일 해제, 충남 기념물 제140호로 재지정    |      |
| 214호 |      | 면천향교대성전 (沔川鄕校大成殿)         | 충남 당진시 면천면 성상리                        | 향교재단             | 1984년 5월 17일 지정, 1997년 12월 23일 해제, 충남 기념물 제141호로 재지정    |      |
| 215호 |      | 충장사 (忠壯祠)                         | 충남 당진시 대호지면 도리                        | 남기종               | 1984년 5월 17일 지정, 1984년 7월 26일 해제, 충남 기념물 제52호로 재지정      |      |
| 216호 |      | 영탑사칠층석탑 (靈塔寺七層石塔)         | 충남 당진시 면천면 성하리 510                    | 대한불교조계종영탑사 | 1984년 5월 17일 지정                                                         |      |
| 217호 |      | 채운포석교비 (彩雲浦石橋碑)             | 충남 당진시 당진읍 채운리                        | 당진시               | 1984년 5월 17일 지정                                                         |      |
| 218호 |      | 남유장군묘 (南瑜將軍墓)                 | 충남 당진시 대호지면 도리                        | 남기종               | 1984년 5월 17일 지정, 1984년 7월 26일 해제, 충남 기념물 제52호로 재지정      |      |
| 219호 |      | 영탑사범종 (靈塔寺梵鐘)                 | 충남 당진시 면천면 성하리 560                    | 영탑사               | 1984년 5월 17일 지정                                                         |      |
| 220호 |      | 남이흥장군묘 (南以興將軍墓)             | 충남 당진시 대호지면 도리                        | 남기종               | 1984년 5월 17일 지정, 1984년 7월 26일 해제, 충남 기념물 제52호로 재지정      |      |
| 221호 |      | 영랑사범종 (影浪寺梵鐘)                 | 충남 당진시 고대면 진관리 529                    | 영랑사               | 1984년 5월 17일 지정                                                         |      |
| 222호 |      | 면천은행나무 (沔川銀杏나무)             | 충남 당진시 면천면 성상리                        | 면천국교             | 1984년 5월 17일 지정, 1990년 2월 24일 해제, 충남 기념물 제82호로 재지정      |      |
| 223호 |      | 온양향교대성전 (溫陽鄕校大成殿)         | 충남 아산시 읍내동 642                           | 향교재단             | 1984년 5월 17일 지정, 1997년 12월 23일 해제, 충남 기념물 제41호로 재지정     |      |
| 224호 |      | 아산향교대성전 (牙山鄕校大成殿)         | 충남 아산시 영인면 아산리 643                    | 향교재단             | 1984년 5월 17일 지정, 1984년 7월 26일 해제, 충남 기념물 제114호로 재지정     |      |
| 225호 |      | 신창향교대성전 (新昌鄕校大成殿)         | 충남 아산시 신창면 읍내리 320                    | 향교재단             | 1984년 5월 17일 지정, 1984년 7월 26일 해제, 충남 기념물 제113호로 재지정     |      |
| 226호 |      | 온천리석탑 (溫泉里石塔)                 | 충남 아산시 온천동 242-10                        | 온양관광호텔         | 1984년 5월 17일 지정, 1987년 12월 28일 해제, 해제사유 미상                   |      |
| 227호 |      | 온천리석불 (溫泉里石佛)                 | 충남 아산시 온천동 229                           | 관광호텔             | 1984년 5월 17일 지정                                                         |      |
| 228호 |      | 영괴대 (靈槐臺)                         | 충남 아산시 온천동 242-10                        | 관광호텔             | 1984년 5월 17일 지정                                                         |      |
| 229호 |      | 신정비 (神井碑)                         | 충남 아산시 온천동 229                           | 관광호텔             | 1984년 5월 17일 지정                                                         |      |
| 230호 |      | 이충무공사적비 (李忠武公史蹟碑)         | 충남 아산시 온천동 229                           | 아산시               | 1984년 5월 17일 지정                                                         |      |
| 231호 |      | 세심사다층탑 (洗心寺多層塔)             | 충남 아산시 염치면 산양리                        | 세심사               | 1984년 5월 17일 지정                                                         |      |
| 232호 |      | 관음사석탑 (觀音寺石塔)                 | 충남 아산시 영인면 아산리 235                    | 관음사               | 1984년 5월 17일 지정                                                         |      |
| 233호 |      | 관음사석조여래불상 (觀音寺石造如來佛像) | 충남 아산시 영인면 아산리 235                    | 관음사               | 1984년 5월 17일 지정                                                         |      |
| 234호 |      | 영인신현리미륵불 (靈仁新峴里彌勒佛)     | 충남 아산시 영인면 신현리 산42                   | 아산시               | 1984년 5월 17일 지정                                                         |      |
| 235호 |      | 인취사석탑 (仁翠寺石塔)                 | 충남 아산시 신창면 읍내리 200                    | 인취사               | 1984년 5월 17일 지정                                                         |      |
| 236호 |      | 신창척화비 (新昌斥和碑)                 | 충남 아산시 신창면 읍내리 297                    | 아산시               | 1984년 5월 17일 지정                                                         |      |
| 237호 |      | 김육비 (金堉碑)                         | 충남 아산시 신창면 읍내리                        | 아산시               | 1984년 5월 17일 지정                                                         |      |
| 238호 |      | 삼도해운판관비 (三道海雲判官碑)         | 충남 아산시 인주면 공세리 193-16                 | 아산시               | 1984년 5월 17일 지정                                                         |      |
| 239호 |      | 영인오층석탑 (靈仁五層石塔)             | 충남 아산시 영인면 아산리 235                    | 아산시               | 1984년 5월 17일 지정                                                         |      |
| 240호 |      | 영인석불 (靈仁石佛)                     | 충남 아산시 영인면 아산리 235                    | 아산시               | 1984년 5월 17일 지정                                                         |      |
| 241호 |      | 맹사성유물 (맹사성遺物)                 | 충남 아산시 배방면 중리 300                      | 맹주석               | 1984년 5월 17일 지정, 1990년 10월 10일 해제, 중요민속문화재 제241호로 재지정 |      |
| 242호 |      | 봉곡사불화 (鳳谷寺佛畵)                 | 충남 아산시 송악면 유곡리 595                    | 봉곡사               | 1984년 5월 17일 지정                                                         |      |
| 243호 |      | 형제송 (兄弟松)                         | 충남 아산시 인주면 해암리 산63-1                 | 홍갑선               | 1984년 5월 17일 지정                                                         |      |
| 244호 |      | 신창학성 (新昌鶴城)                     | 충남 아산시 신창면 읍내리 산65                   | 아산시               | 1984년 5월 17일 지정                                                         |      |
| 245호 |      | 복부성 (복부성)                         | 충남 아산시 배방면 신흥리 산19                   | 아산군               | 1984년 5월 17일 지정, 1988년 8월 30일 해제, 충남 기념물 제67호로 재지정      |      |
| 246호 |      | 광덕사대웅전 (廣德寺大雄殿)             | 충남 천안시 광덕면 광덕리 640                    | 광덕사               | 1984년 5월 17일 지정                                                         |      |
| 247호 |      | 광덕사천불전 (廣德寺千佛殿)             | 충남 천안시 광덕면 광덕리 638                    | 광덕사               | 1984년 5월 17일 지정                                                         |      |
| 248호 |      | 직산향교대성전 (稷山鄕校大成殿)         | 충남 천안시 직산면 군서리 157                    | 향교재단             | 1984년 5월 17일, 1997년 12월 23일 해제, 충남 기념물 제109호로 재지정         |      |
| 249호 |      | 목천향교대성전 (木川鄕校大成殿)         | 충남 천안시 목천면 교천리 124                    | 향교재단             | 1984년 5월 17일 지정, 1997년 12월 23일 해제, 충남 기념물 제108호로 재지정    |      |
| 250호 |      | 만일사법당 (晩日寺法堂)                 | 충남 천안시 성거읍 천흥리 산50-2                 | 만일사               | 1984년 5월 17일 지정                                                         |      |
| 251호 |      | 광덕사삼층석탑 (廣德寺三層石塔)         | 충남 천안시 광덕면 광덕리 640                    | 주지                 | 1984년 5월 17일 지정, 1985년 7월 19일 해제, 충남 유형문화재 제120호로 재지정 |      |
| 252호 |      | 광덕사석사자 (廣德寺石獅子)             | 충남 천안시 광덕면 광덕리 640                    | 광덕사               | 1984년 5월 17일 지정                                                         |      |
| 253호 |      | 광덕사부도 (廣德寺浮屠)                 | 충남 천안시 광덕면 광덕리 산175-1                | 광덕사               | 1984년 5월 17일 지정                                                         |      |
| 254호 |      | 만일사오층석탑 (晩日寺五層石塔)         | 충남 천안시 성거읍 천흥리50-2                    | 만일사               | 1984년 5월 17일 지정                                                         |      |
| 255호 |      | 만일사마애불 (晩日寺磨崖佛)             | 충남 천안시 성거읍 천흥리50-2                    | 만일사               | 1984년 5월 17일 지정                                                         |      |
| 256호 |      | 만일사석불좌상 (晩日寺石佛坐像)         | 충남 천안시 성거읍 천흥리50-2                    | 만일사               | 1984년 5월 17일 지정                                                         |      |
| 257호 |      | 천흥사동제관음상 (天興寺銅製觀音像)     | 충남 천안시 성거읍 천흥리 산50-2                 | 만일사               | 1984년 5월 17일 지정, 2002년 8월 10일 해제, 충남 유형문화재 제168호로 재지정 |      |
| 258호 |      | 만일사금동불 (晩日寺金銅佛)             | 충남 천안시 성거읍 천흥리 산50-2                 | 만일사               | 1984년 5월 17일 지정, 2002년 8월 10일 해제, 충남 유형문화재 제168호로 재지정 |      |
| 259호 |      | 어필부역면제서권 (御筆賦役免除書卷)     | 충남 천안시 광덕면 광덕리 640                    | 광덕사               | 1984년 5월 17일 지정, 1997년 6월 14일 해제, 보물 제1246호로 재지정           |      |
| 260호 |      | 광덕사소장유물 (廣德寺所藏遺物)         | 충남 천안시 광덕면 광덕리 640                    | 광덕사               | 1984년 5월 17일 지정, 1997년 6월 14일 해제, 보물 제1247호로 재지정           |      |
| 261호 |      | 박문수묘 (朴文秀墓)                     | 충남 천안시 북면 은지리                          | 박재삼               | 1984년 5월 17일 지정                                                         |      |
| 262호 |      | 위례산성 (慰禮山城)                     | 충남 천안시 북면 운룡리 산61                     | 천안시               | 1984년 5월 17일 지정, 1998년 7월 28일 해제, 충남 기념물 제148호로 재지정     |      |
| 263호 |      | 성거산성 (聖居山城)                     | 충남 천안시 성거읍 천흥리                        | 천안시               | 1984년 5월 17일 지정                                                         |      |
| 264호 |      | 독락정 (獨樂亭)                         | 충남 연기군 남면 나성길 10-48                    | 부안임씨전서공파     | 1984년 12월 29일 지정, 2012년 7월 1일 해제, 세종 문화재자료 제8호로 재지정   |      |
| 265호 |      | (미상)                                  |                                                  |                      |                                                                              |      |
| 266호 |      | (미상)                                  |                                                  |                      |                                                                              |      |
| 267호 |      | (미상)                                  |                                                  |                      |                                                                              |      |
| 268호 |      | (미상)                                  |                                                  |                      |                                                                              |      |
| 269호 |      | (미상)                                  |                                                  |                      |                                                                              |      |
| 270호 |      | (미상)                                  |                                                  |                      |                                                                              |      |
| 271호 |      | (미상)                                  |                                                  |                      |                                                                              |      |
| 272호 |      | 보령경찰서망루 (保寧警察署望樓)         | 충남 보령시 대천동 171외1                        | 보령경찰서           | 1985년 7월 19일 지정                                                         |      |
| 273호 |      | 장곡사설선당 (長谷寺說禪堂)             | 충남 청양군 대치면 장곡리 15                     | 장곡사               | 1985년 7월 19일 지정, 1997년 12월 23일 해제, 충남 유형문화재 제15호로 재지정 |      |
| 274호 |      | 개태사오층석탑 (開泰寺五層石塔)         | 충남 논산시 연산면 천호리 396                    | 개태사               | 1985년 7월 19일 지정                                                         |      |
| 275호 |      | 개태사지석조 (開泰寺址石槽)             | 충남 논산시 연산면 천호리                        | 논산시               | 1985년 7월 19일 지정                                                         |      |
| 276호 |      | 논산수락리마애불 (論山水落里磨崖佛)     | 충남 논산시 벌곡면 수락리                        | 유재갑               | 1985년 7월 19일 지정                                                         |      |
| 277호 |      | 외성산성 (外城山城)                     | 충남 논산시 부적면 외성리 산16-2                 | 논산시               | 1985년 7월 19일 지정                                                         |      |
| 278호 |      | 논산신기리지석묘 (論山新基里支石墓)     | 충남 논산시 양촌면 신기리                        | 오세권외5인          | 1985년 7월 19일 지정                                                         |      |
| 279호 |      | 방기옥가옥 (方基鈺家屋)                 | 충남 청양군 남양면 봉암리 150-13                 | 방면석               | 1985년 12월 31일 지정                                                        |      |
| 280호 |      | 유봉영당 (酉峰影堂)                     | 충남 논산시 노성면 병사리 182                    | 양창호               | 1985년 12월 31일 지정                                                        |      |
| 281호 |      | 덕산사 (德山祠)                         | 충남 금산군 부리면 불이리 340                    | 박의영               | 1985년 12월 31일 지정                                                        |      |
| 282호 |      | 이억장군 정려 (李檍將軍旌閭)            | 충남 예산군 봉산면 금치리 산110-6                | 경주이씨종중         | 1986년 11월 19일 지정                                                        |      |
| 283호 |      | 충헌공윤전사우 (忠憲公尹栓祠宇)         | 충남 공주시 계룡면 유평리333-2                   | 윤석권               | 1986년 11월 19일 지정                                                        |      |
| 284호 |      | 조익선생묘 (趙翼先生墓)                 | 충남 예산군 신양면 신양리 산 33-1                | 조순묵               | 1987년 12월 30일 지정                                                        |      |
| 285호 |      | 정대영 가옥 (鄭大泳家屋)                | 충남 예산군 봉산면 봉림리 225                    | 정대영               | 1987년 12월 30일 지정                                                        |      |
| 286호 |      | 박기성가옥 (朴基星家屋)                 | 충남 예산군 대흥면 하탄방길 11-4(하탄방리 102-2) | 이형선               | 1987년 12월 30일 지정                                                        |      |
| 287호 |      | 이한직가옥 (李漢稙家屋)                 | 충남 예산군 대흥면 동서길 26-4(동서리 139)       | 재단법인기독교       | 1987년 12월 30일 지정                                                        |      |
| 288호 |      | 이현구가옥 (李顯九家屋)                 | 충남 보령시 남포면 봉덕리 496                    | 이현구               | 1987년 12월 30일 지정, 2000년 9월 20일 해제, 99년 화재로 전소                |      |
| 289호 |      | 고령박씨종중재실 (高靈朴氏宗中齎室)     | 충남 천안시 북면 은지리 44                       | 박재삼               | 1987년 12월 30일 지정                                                        |      |
| 290호 |      | 민익현가옥 (閔益鉉家屋)                 | 충남 천안시 직산읍 군서리108                     | 민익현               | 1987년 12월 30일 지정                                                        |      |
| 291호 |      | 신경섭가옥 (申慶燮家屋)                 | 충남 보령시 청라면 장현리 688                    | 신경섭               | 1987년 12월 30일 지정                                                        |      |
| 292호 |      | 임수택가옥 (林粹澤家屋)                 | 충남 논산시 연산면 오산리 117-3                  | 임채오               | 1987년 12월 30일 지정                                                        |      |
| 293호 |      | 파평윤씨종학당 (坡平尹氏宗學堂)         | 충남 논산시 노성면 병사리 95                     | 윤여민               | 1987년 12월 30일 지정, 1998년 7월 25일 해제, 해제사유 불명                   |      |
| 294호 |      | 김집선생사당 (金集先生祠堂)             | 충남 논산시 연산면 임리 267                      | 김선오               | 1987년 12월 30일 지정                                                        |      |
| 295호 |      | 김집교지 (金集敎旨)                     | 충남 논산시 연산면 임리 267                      | 김선오               | 1987년 12월 30일 지정                                                        |      |
| 296호 |      | 김집선생묘 (金集先生墓)                 | 충남 논산시 벌곡면 양산리 35-3                   | 김선오               | 1987년 12월 30일 지정                                                        |      |
| 297호 |      | 전씨시조단소및재실 (全氏始祖壇所및齋室) | 충남 천안시 풍세면 삼태리 219                    | 전해철               | 1987년 12월 30일 지정                                                        |      |
| 298호 |      | 한음선생영정 (漢陰先生影幀)             | 충남 당진시 송악면 금곡리 산50                   | 이석생               | 1988년 8월 30일 지정                                                         |      |
| 299호 |      | 파평윤씨재실 (坡平尹氏齋室)             | 충남 논산시 노성면 병사리 121                    | 윤여민               | 1988년 8월 30일 지정                                                         |      |
| 300호 |      | 숭의사 (崇義祠)                         | 충남 태안군 남면 양잠리 338                      | 가덕소               | 1988년 8월 30일 지정                                                         |      |